# Peter Hagoort

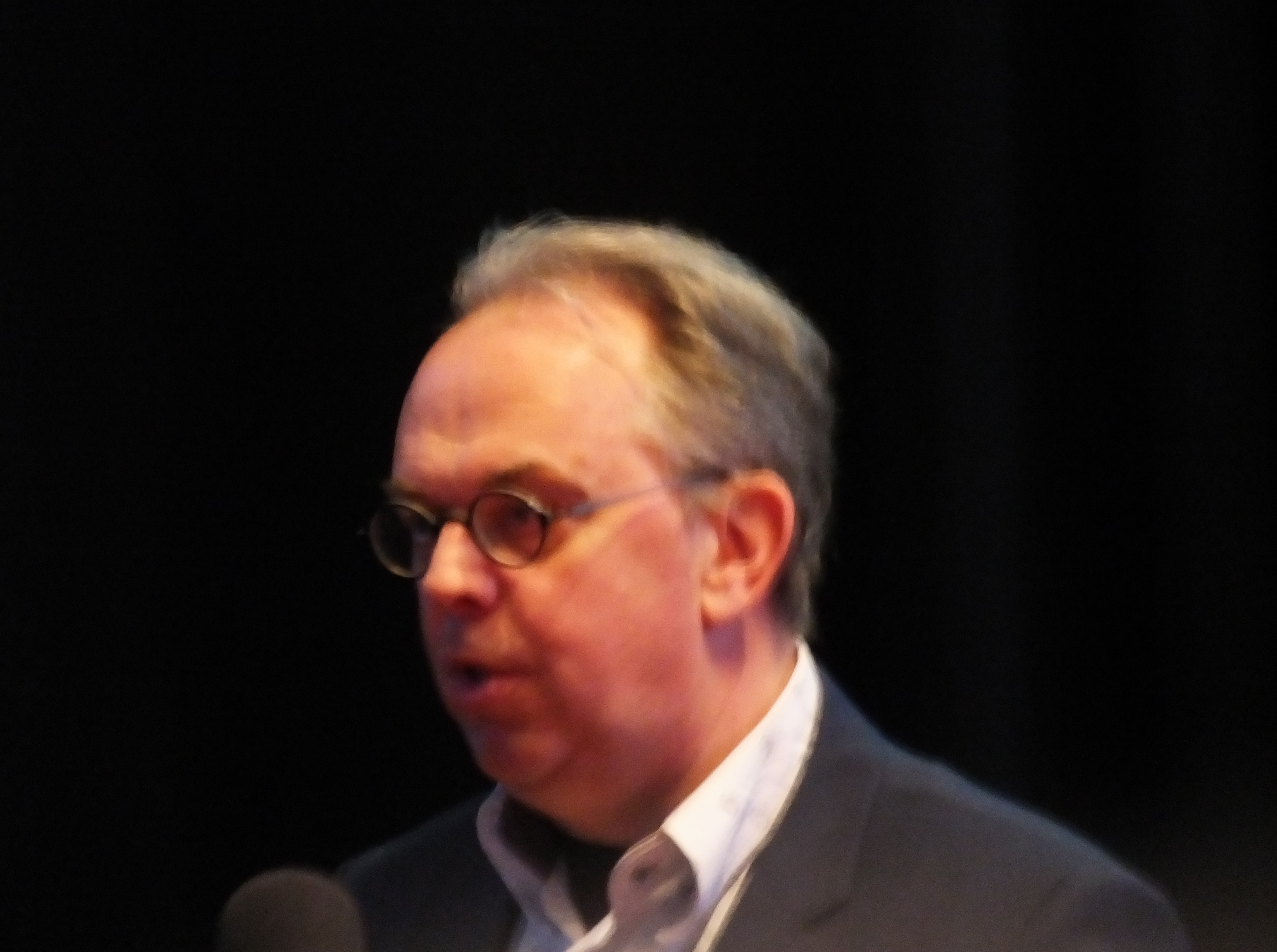

Peter Hagoort (Oudewater, 19 januari 1954) is een Nederlands hoogleraar Cognitieve Neurowetenschap. Hij is oprichter en directeur van het F.C. Donders Centre for Cognitive Neuroimaging aan de Radboud Universiteit Nijmegen. Hij is ook een van de directeuren van het Max Planck Instituut voor Psycholinguïstiek.
Hagoort studeerde psychologie en biologie aan de Universiteit Utrecht. Hij promoveerde in 1990 aan de Radboud Universiteit Nijmegen. Hij richt zich in zijn onderzoek op de neurobiologische fundamenten van het menselijk taalvermogen.
In 2003 kreeg Hagoort de Dr. Hendrik Muller Prijs; in 2005 ontving hij de Spinozapremie.